# Adriaen van de Venne
Adriaen Pietersz van de Venne (1589-12 de noviembre de 1662), fue un pintor versátil de alegorías, temas de género y retratos de la Edad de Oro holandesa, así como un miniaturista, ilustrador de libros, diseñador de sátiras políticas y versificador. 

## Biografía

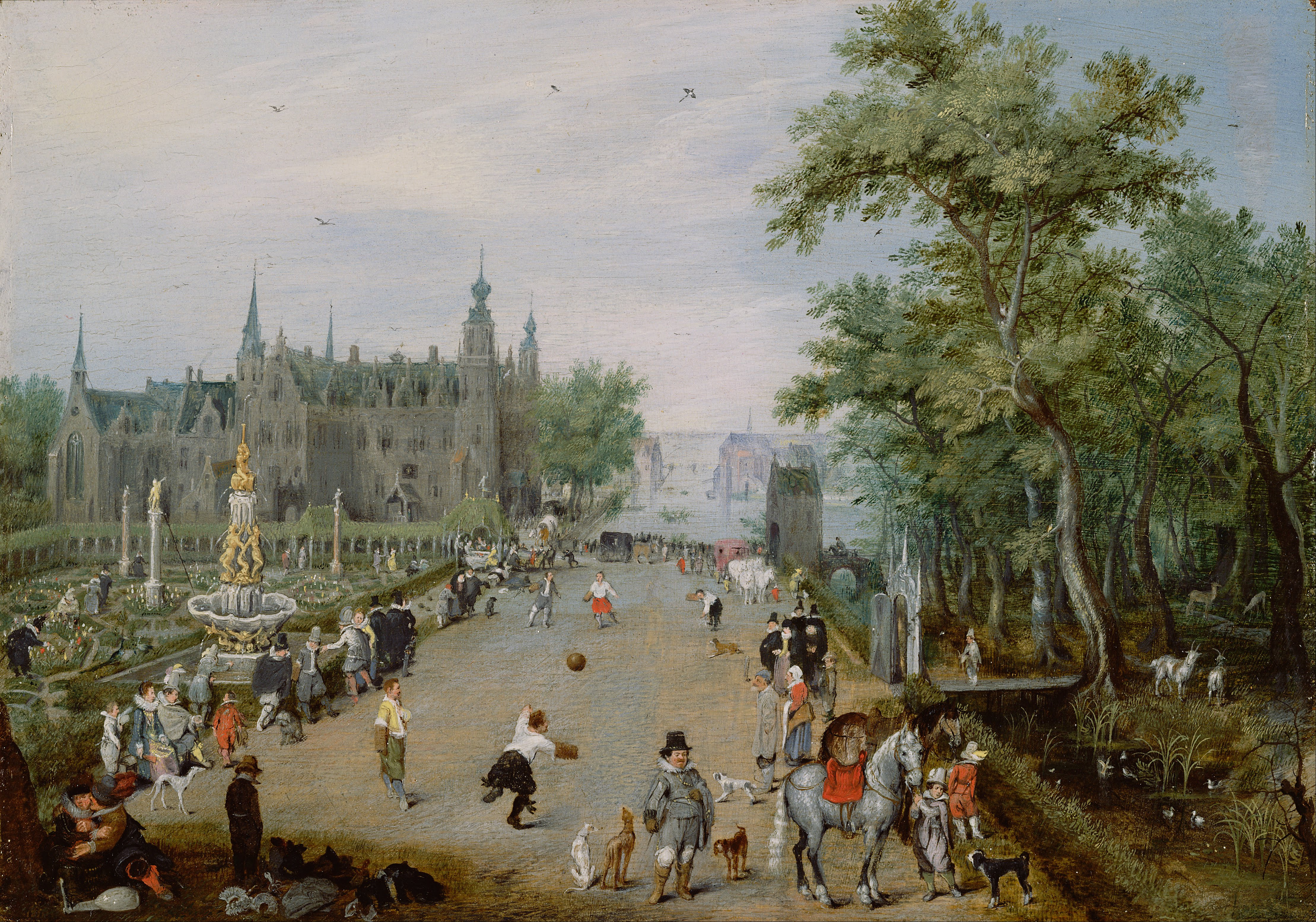
Antes de un palacio campestre

Van de Venne nació en Delft. Según Houbraken, aprendió latín en Leiden . Aprendió a pintar del maestro orfebre y pintor Simon de Valk, y luego aprendió el grabado de Jeronimus van Diest, un buen pintor de grisailles.  Luego se mudó a Middelburg en 1614, donde fue influenciado por Jan Brueghel el Viejo y Pieter Brueghel el Viejo. Su pintura política Pesca para las almas (1614) es una muestra irónica de los problemas católicos y protestantes de la Guerra de los Ochenta años, que dividió la frontera entre el norte y el sur de Holanda a lo largo del río Schelde, muy cerca de su casa en Middleburg. Cuando pintó este cuadro, la tregua de los doce años estuvo vigente desde 1609. La influencia de Jan Brueghel el Viejo es particularmente evidente en esta alegoría del fanatismo religioso.
Desde 1620 hasta su muerte, van de Venne hizo muchos grisailles y grabados de temas de género, usando campesinos, mendigos, ladrones y perdedores para ilustrar proverbios y dichos actuales, principalmente por Jacob Cats. Este trabajo lo hizo famoso durante su vida, y siguió siendo popular durante todo el siglo XVIII después de su muerte. 

Van de Venne también trabajó como ilustrador de libros y diseñador gráfico. Se mudó a La Haya y se unió al Gremio de San Lucas en 1625, tomando el puesto de decano en 1637. Fue miembro fundador de Confrerie Pictura, un grupo empeñado en mejorar el estatus independiente y la posición social del artista en la sociedad holandesa al fomentar un enfoque más académico de las artes. Murió en La Haya. 

Galería
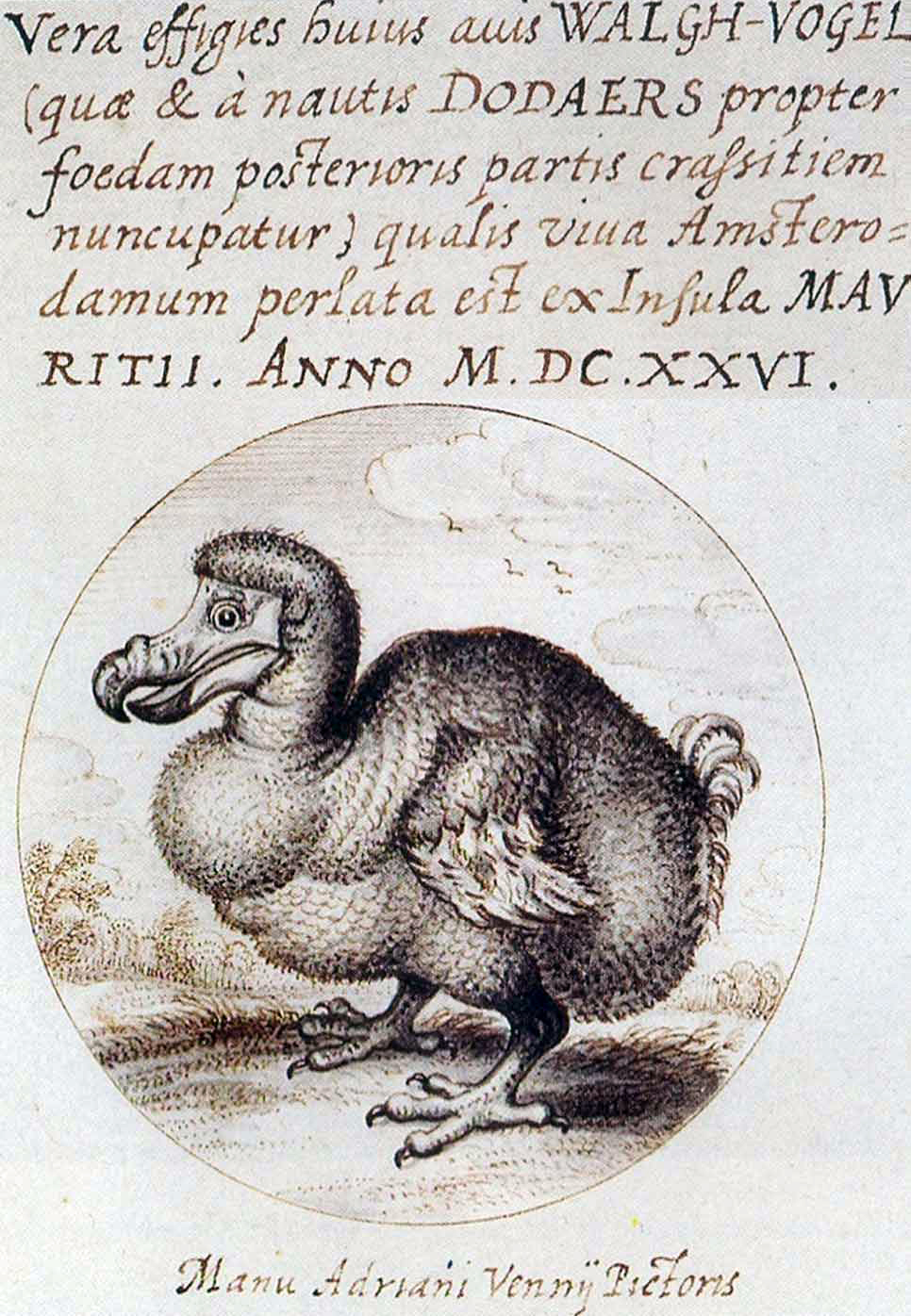
Un dodo (1626)
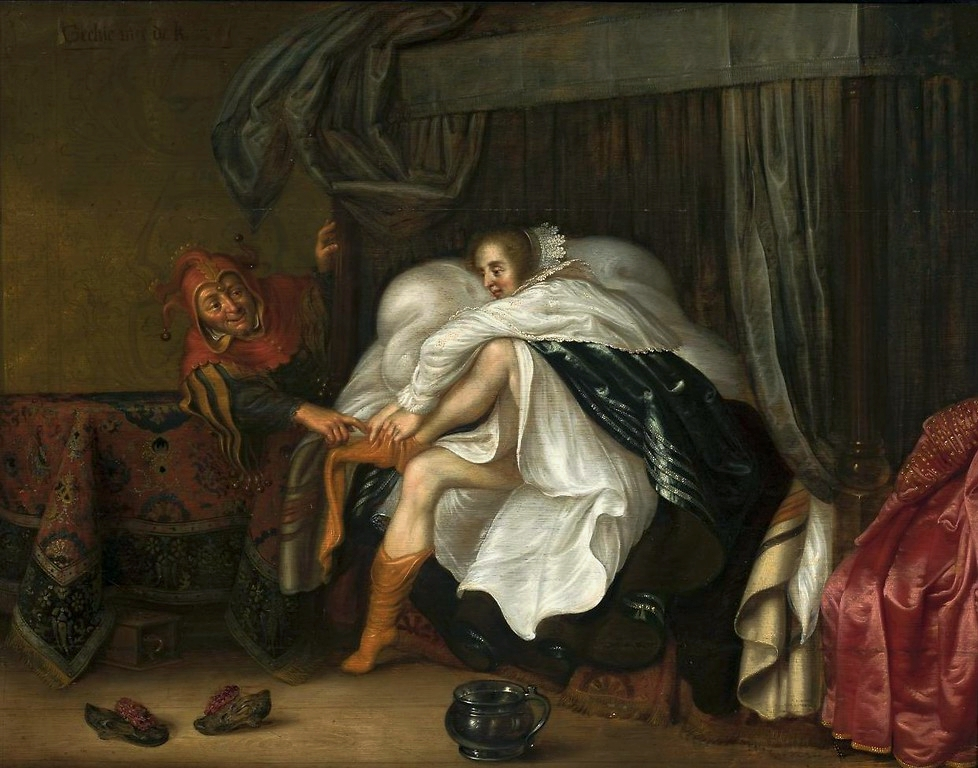
Mujer y un bufón. (1630s)
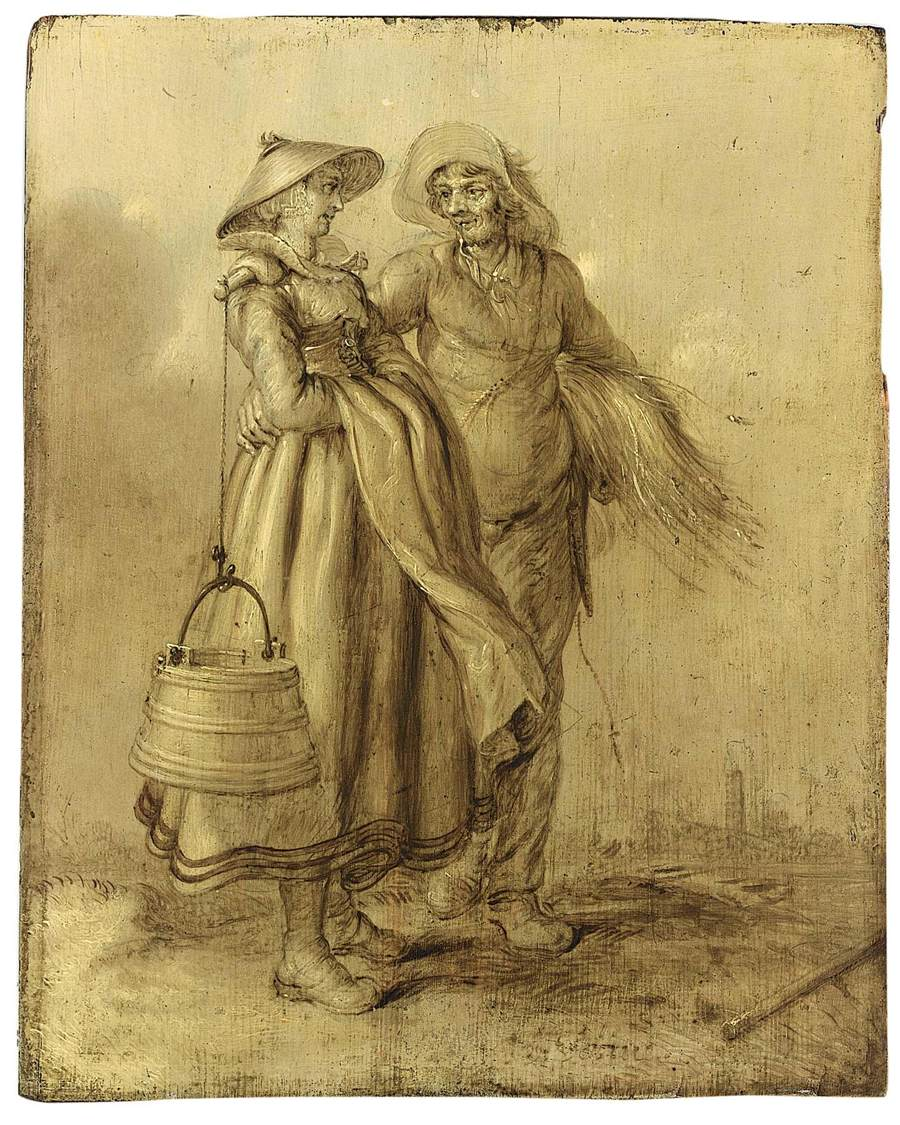
Una pareja campesina amorosa conversando (1631)
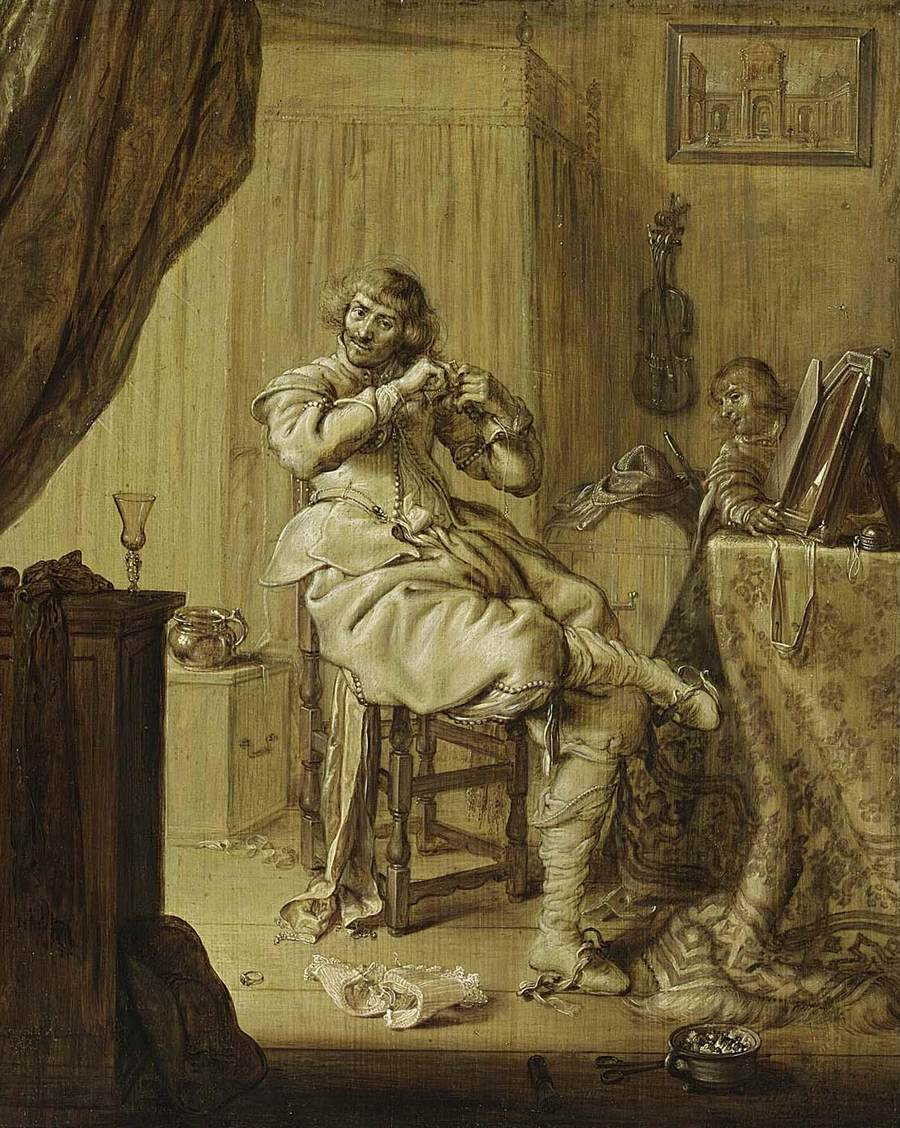
Un caballero en su tocador (1631)

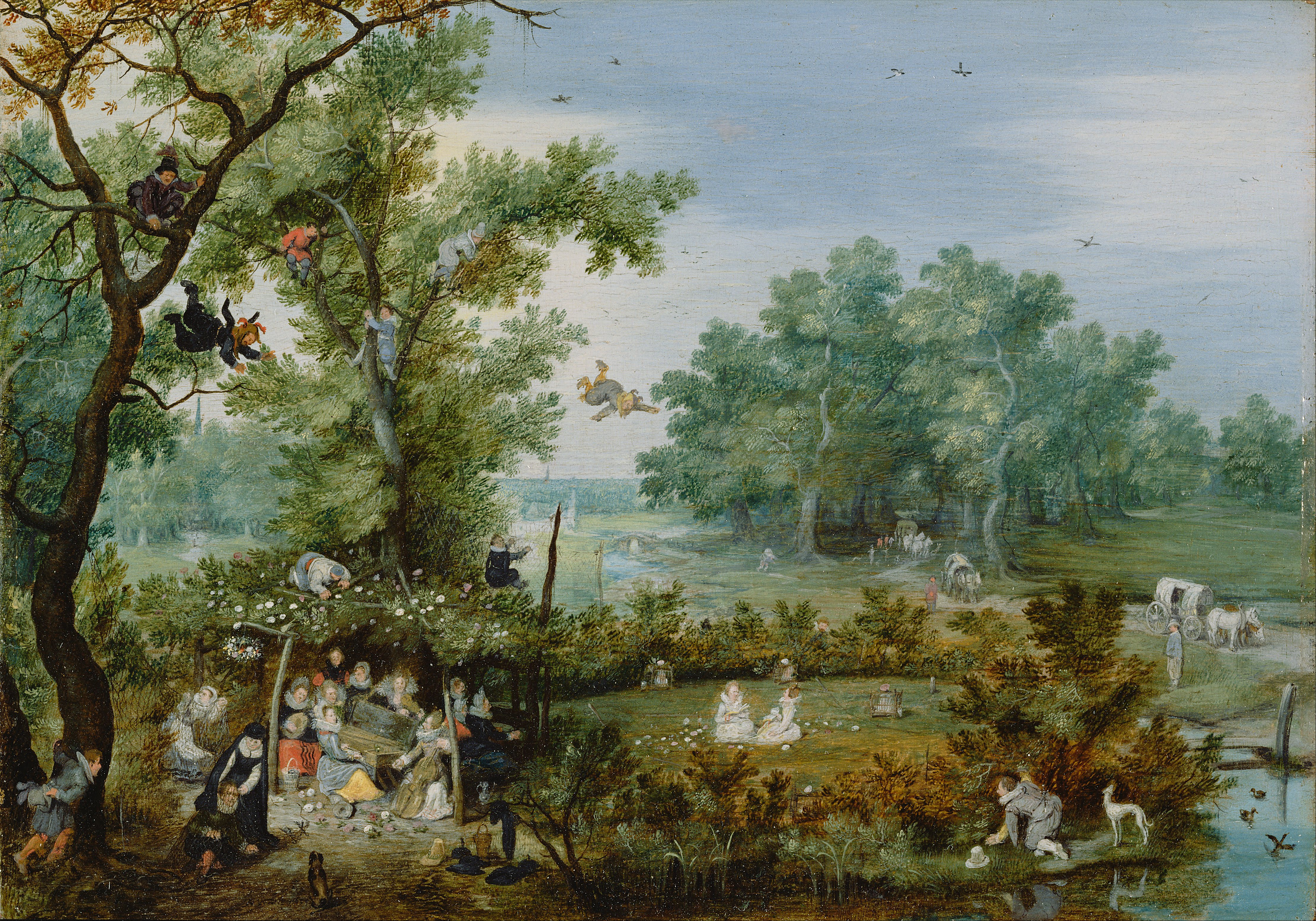
Una alegre compañía en un cenador
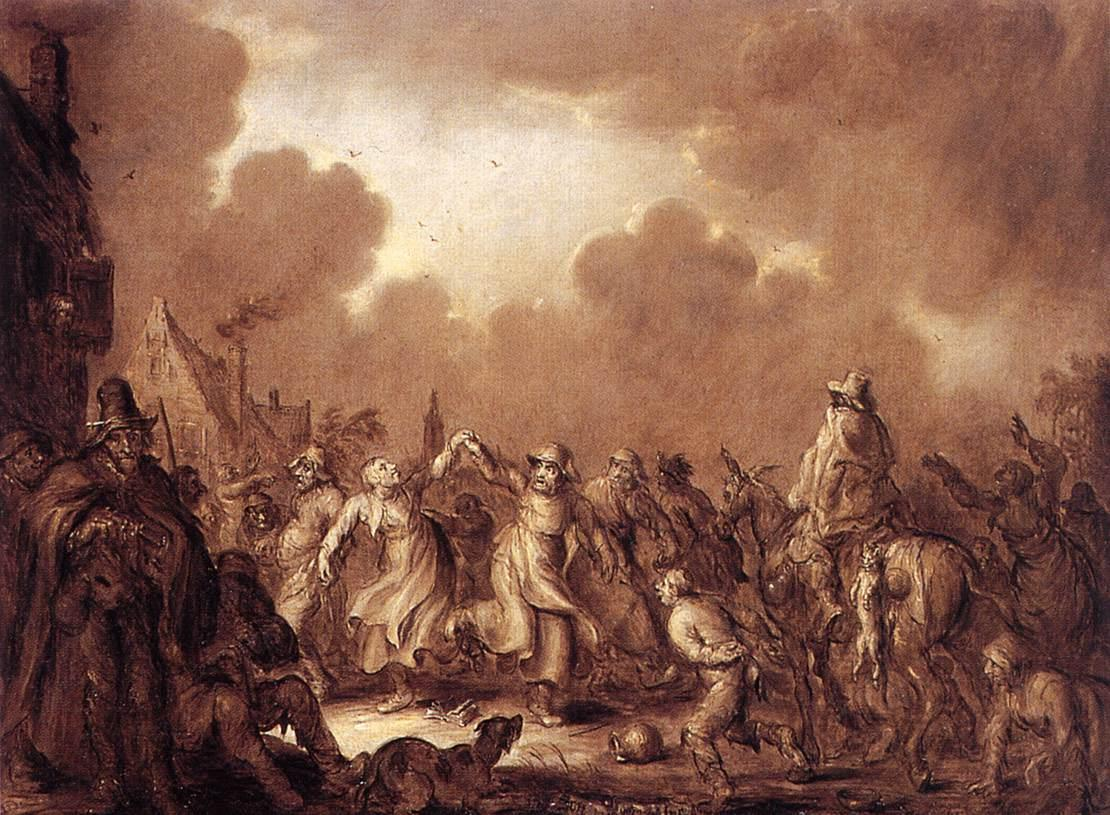
Los tontos se divierten más
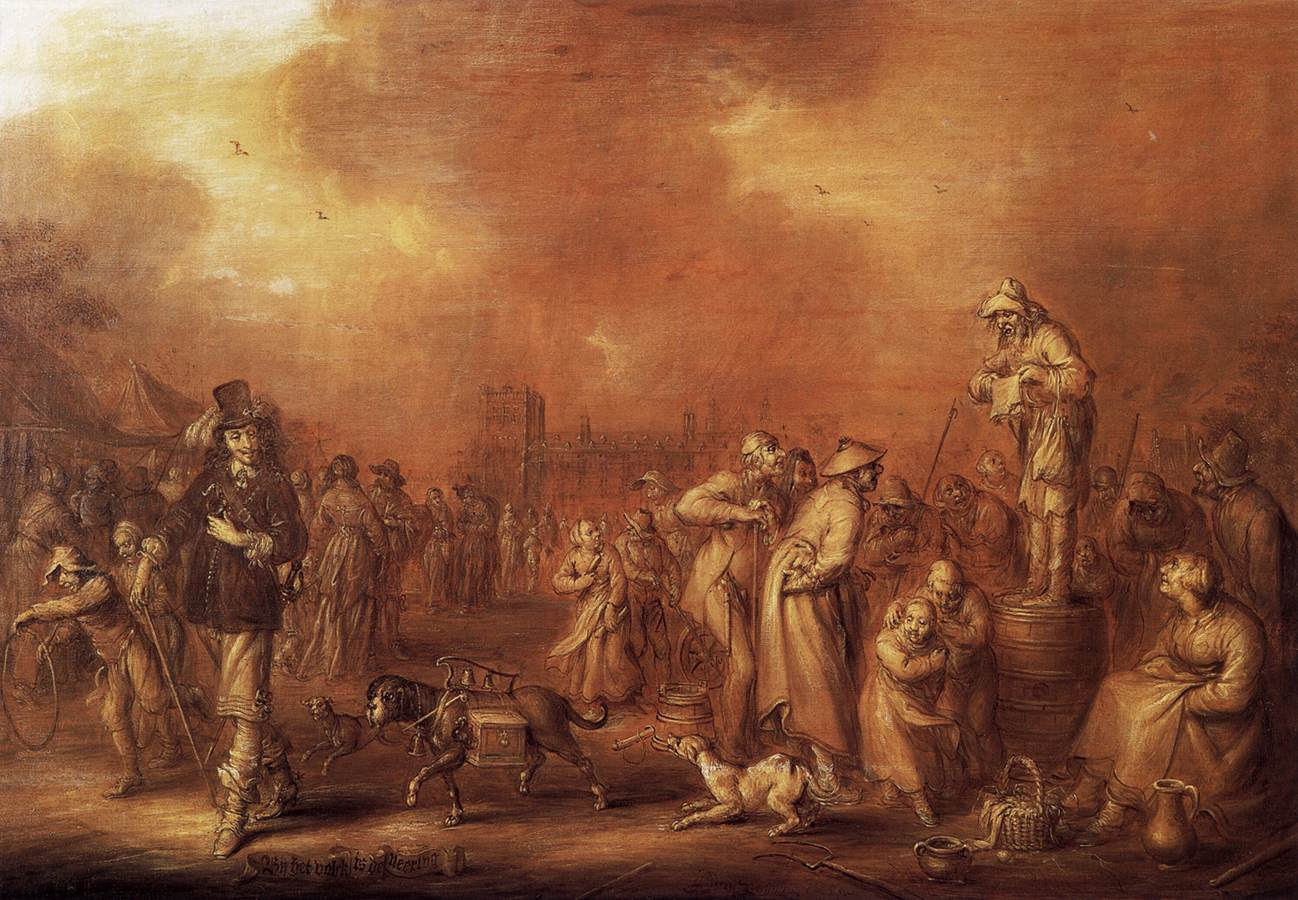
Donde hay gente se puede ganar dinero, 1652 (colección privada)
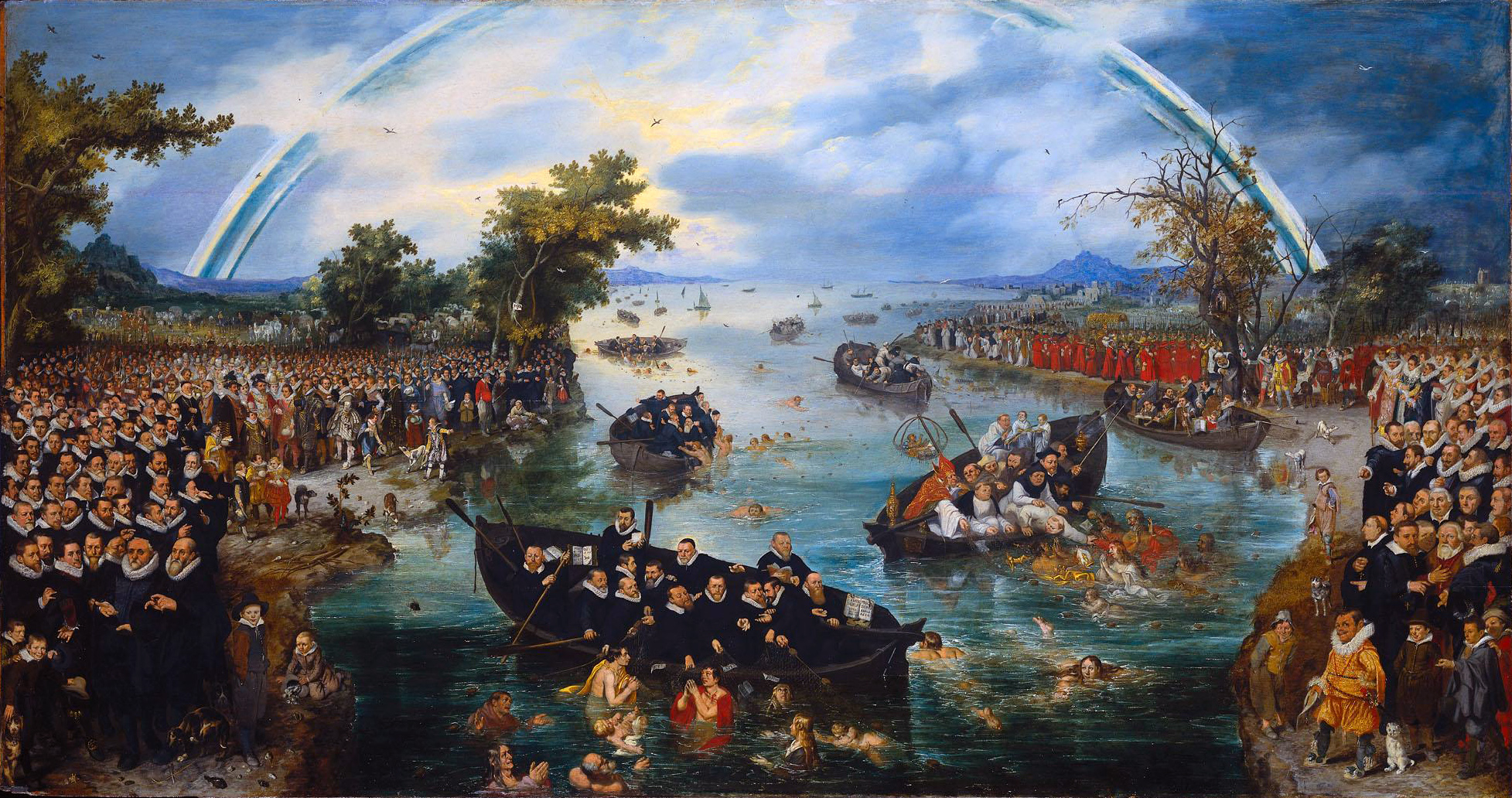
Pescando almas ( Zielenvisserij), 1614, una alegoría satírica de las luchas protestantes-católicas por las almas durante la revuelta holandesa (Rijksmuseum)
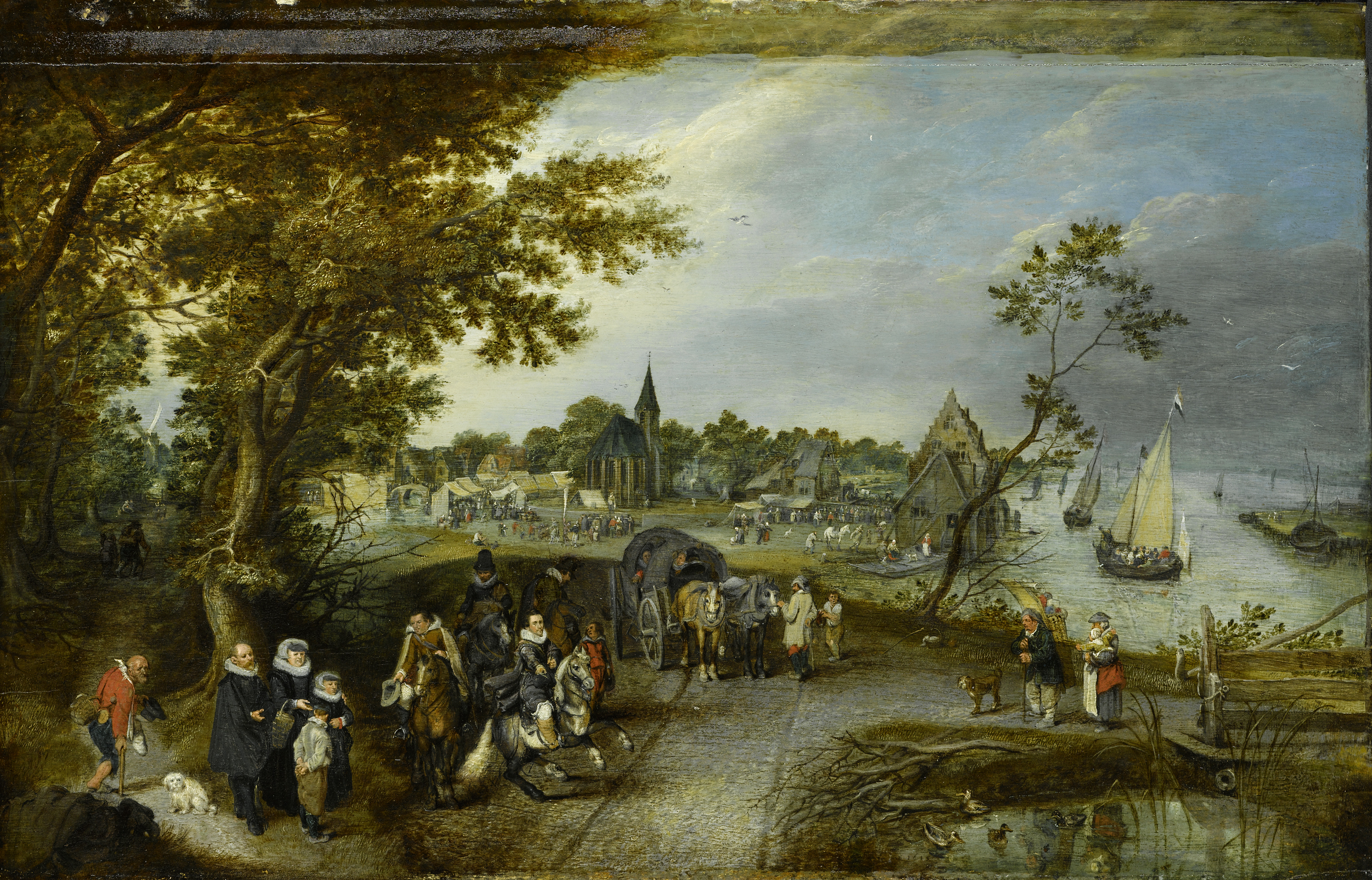
Paisaje con figuras
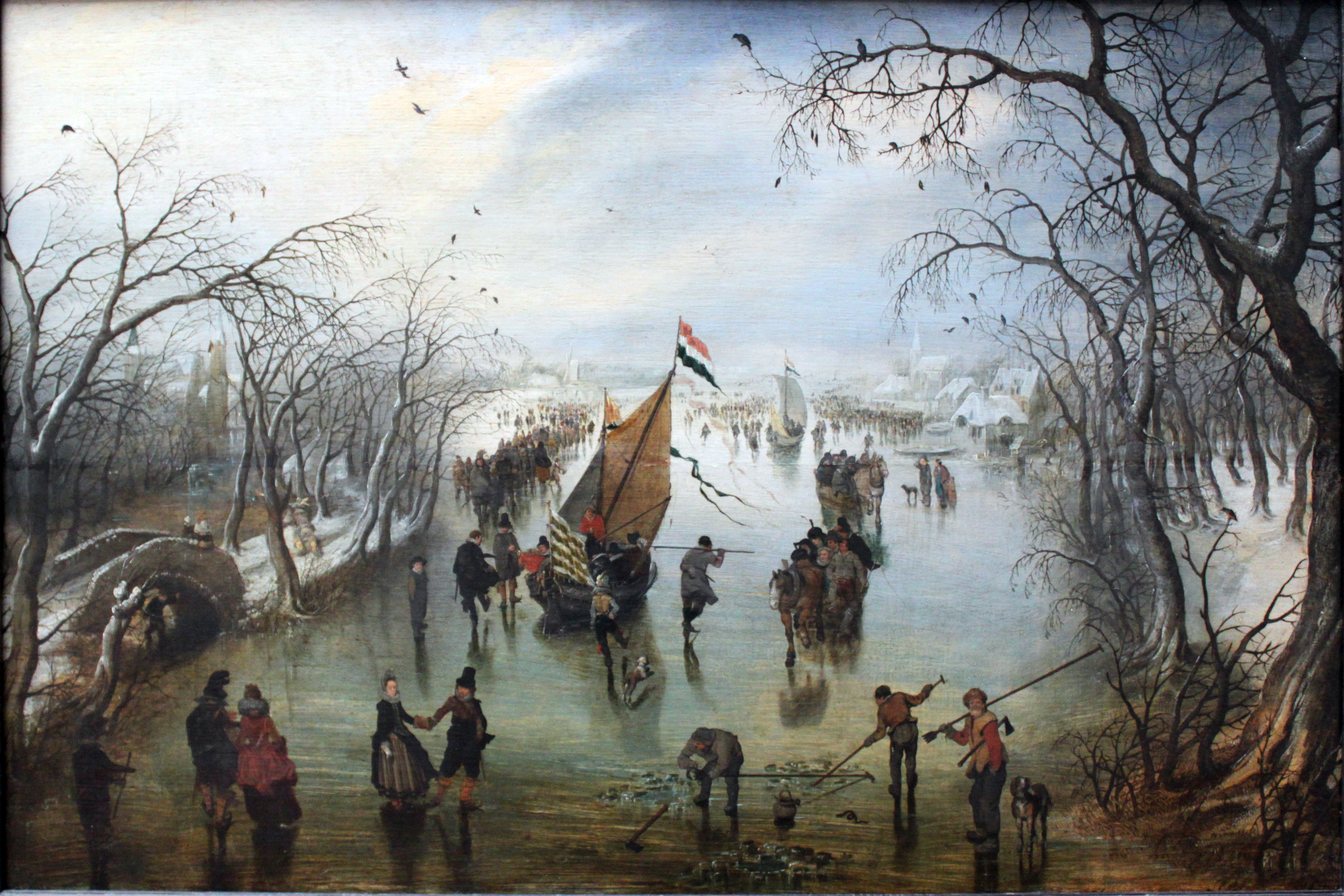
Invierno